# Associazione Sportiva Biellese 1956-1957
Questa voce raccoglie le informazioni riguardanti l'Associazione Sportiva Biellese nelle competizioni ufficiali della stagione 1956-1957.

## Avvenimenti
Nella stagione 1956-1957 la Biellese disputò il quattordicesimo campionato di Serie C della sua storia.

## Divise
| 1ª divisa |

## Organigramma societario
Area direttiva
- Presidente: Luigi Fila

Area tecnica
- Allenatore: Piero Castello

## Rosa
| N. |                   | Ruolo | Calciatore         |
| -- | ----------------- | ----- | ------------------ |
|    | Italia (bandiera) | P     | Vaifro Leni        |
|    | Italia (bandiera) | P     | Eros Lovo          |
|    | Italia (bandiera) | D     | Angelo Angelino    |
|    | Italia (bandiera) | D     | Italo Mancini (II) |
|    | Italia (bandiera) | D     | Angelo Oliaro      |
|    | Italia (bandiera) | D     | Franco Pian        |
|    | Italia (bandiera) | C     | Vittorio Bergamo   |
|    | Italia (bandiera) | C     | Giancarlo Bessi    |
|    | Italia (bandiera) | C     | Mario Boccalatte   |
|    | Italia (bandiera) | C     | Adelio Bossola     |

| N. |                   | Ruolo | Calciatore          |
| -- | ----------------- | ----- | ------------------- |
|    | Italia (bandiera) | C     | Giuseppe Crivelli   |
|    | Italia (bandiera) | A     | Renato Cianetti     |
|    | Italia (bandiera) | A     | Stefano Francescon  |
|    | Italia (bandiera) | A     | Andrea Francone     |
|    | Italia (bandiera) | A     | Angelo Frigerio     |
|    | Italia (bandiera) | A     | Giovanni Garizio    |
|    | Italia (bandiera) | A     | Vinicio Mancini (I) |
|    | Italia (bandiera) | A     | Angelo Pochissimo   |
|    | Italia (bandiera) | A     | Gino Raffin         |
|    | Italia (bandiera) | A     | Luciano Testa       |

## Risultati

### Serie C

#### Girone d'andata
| Arbitro: | Gambarotta (Genova) |

|  |           |             |
|  | Marcatori | 35’ Ferrari |

| Arbitro: | Baldassarre (Udine) |

|              |           |               |
| Bronzoni 87’ | Marcatori | 31’ Mancini I |

| Arbitro: | Butti (Como) |

|  |           |                |
|  | Marcatori | 4’, 49’ Foglia |

| Arbitro: | Babini (Ravenna) |

|               |           |                |
| Bertolani 81’ | Marcatori | 22’ Pochissimo |

| Arbitro: | Basciu (Genova) |

|                                           |           |               |
| Pochissimo 40’ Francescon 60’ (rig.), 89’ | Marcatori | 6’ Massarelli |

| Arbitro: | Guidi (Brescia) |

|                                                 |           |  |
| Savino 41’ Gennari 52’, 67’ Pin 56’ Turotti 86’ | Marcatori |  |

| Arbitro: | Cerutti (Legnano) |

|                                  |           |            |
| Francescon 10’, 81’ Cianetti 54’ | Marcatori | 34’ Nordio |

| Arbitro: | Leita (Udine) |

|  |           |             |
|  | Marcatori | 2’ L. Testa |

| Arbitro: | Sebastio (Taranto) |

|             |           |                |
| Radaelli 4’ | Marcatori | 18’ Pochissimo |

| Arbitro: | Morini (Reggio nell'Emilia) |

|                |           |              |
| Francescon 51’ | Marcatori | 72’ Lavarino |

| Arbitro: | Carbonelli (Brescia) |

|                 |           |  |
| Di Mauro II 69’ | Marcatori |  |

| Arbitro: | Tavolini (Ferrara) |

|             |           |              |
| Quoiani 85’ | Marcatori | 88’ Cianetti |

| Arbitro: | Basciu (Genova) |

|                        |           |                 |
| L. Testa 2’ Raffin 53’ | Marcatori | 55’ Fracassetti |

| Arbitro: | Natalini (Bolzano) |

|  |           |                             |
|  | Marcatori | 8’ Mancini I 87’ Pochissimo |

| Arbitro: | Cerutti (Legnano) |

|                               |           |                        |
| Pochissimo 9’, 22’ Raffin 89’ | Marcatori | 25’ Dalfini 88’ Odling |

| Arbitro: | Vanni (Pisa) |

|                                        |           |                      |
| L. Testa 26’ Raffin 51’ Boccalatte 56’ | Marcatori | 35’ Gaslini 80’ List |

| Arbitro: | Morini (Reggio nell'Emilia) |

|               |           |  |
| Morbidoni 42’ | Marcatori |  |

#### Girone di ritorno
| Arbitro: | Vanni (Pisa) |

|                                   |           |  |
| Spaghi 52’, 57’ Fabbri 79’ (rig.) | Marcatori |  |

| Arbitro: | Basciu (Genova) |

|                 |           |            |
| Raffin 41’, 62’ | Marcatori | 65’ Masoni |

| Arbitro: | Rebuffo (Milano) |

|             |           |  |
| Gigante 22’ | Marcatori |  |

| Arbitro: | Genel (Trieste) |

|                            |           |                                |
| Pochissimo 20’ Bergamo 84’ | Marcatori | 14’, 25’ Zaramella 64’ Fontana |

| Arbitro: | Cerutti (Legnano) |

|                                                                 |           |                     |
| Farina 2’ Cergoli 9’, 58’ (rig.) Beretta 33’ Andrea Colombo 48’ | Marcatori | 70’ (rig.) Francone |

| Arbitro: | Gestro (Genova) |

|                     |           |             |
| Pochissimo 34’, 62’ | Marcatori | 30’ Gennari |

| Mestre 17 marzo 1957 | Mestrina           | 0 – 0 | Biellese | Stadio Francesco Baracca\| Arbitro: \| Tavolini (Ferrara) \| |
| Arbitro:             | Tavolini (Ferrara) |       |          |                                                              |

| Arbitro: | Boati (Milano) |

|              |           |           |
| Frigerio 35’ | Marcatori | 69’ Perni |

| Arbitro: | Butti (Como) |

|                                          |           |  |
| Vairani 46’ (aut.) Francescon 86’ (rig.) | Marcatori |  |

| Arbitro: | Carbonelli (Brescia) |

|                                           |           |                           |
| Rao 1’ Schiavone 6’ (rig.) Pasqualini 47’ | Marcatori | 20’ Francescon 72’ Raffin |

| Arbitro: | Marchetti (Milano) |

|              |           |              |
| L. Testa 23’ | Marcatori | 63’ E. Testa |

| Arbitro: | Gambarotta (Genova) |

|  |           |                  |
|  | Marcatori | 35’, 40’ Mologni |

| Arbitro: | Basciu (Genova) |

|  |           |            |
|  | Marcatori | 17’ Raffin |

| Arbitro: | Grignani (Milano) |

|               |           |             |
| Francescon 8’ | Marcatori | 7’ Sperotto |

| Arbitro: | Vanni (Pisa) |

|             |           |                       |
| Dalfini 45’ | Marcatori | 82’ (rig.) Francescon |

| Arbitro: | Genel (Trieste) |

|                     |           |                       |
| Dalio 4’ Mungai 81’ | Marcatori | 85’ (rig.) Francescon |

| Arbitro: | Sebastio (Taranto) |

|                                               |           |  |
| Raffin 18’, 75’ Francescon 61’ Pochissimo 81’ | Marcatori |  |

## Statistiche

### Statistiche di squadra
| Competizione | Punti | In casa | In casa | In casa | In casa | In casa | In casa | In trasferta | In trasferta | In trasferta | In trasferta | In trasferta | In trasferta | Totale | Totale | Totale | Totale | Totale | Totale | DR |
| Competizione | Punti | G       | V       | N       | P       | Gf      | Gs      | G            | V            | N            | P            | Gf           | Gs           | G      | V      | N      | P      | Gf     | Gs     | DR |
| ------------ | ----- | ------- | ------- | ------- | ------- | ------- | ------- | ------------ | ------------ | ------------ | ------------ | ------------ | ------------ | ------ | ------ | ------ | ------ | ------ | ------ | -- |
| Serie C      | 45    | 17      | 9       | 4       | 4       | 30      | 21      | 17           | 3            | 6            | 8            | 13           | 26           | 34     | 12     | 10     | 12     | 43     | 47     | -4 |

### Statistiche dei giocatori[2]
| Giocatore       | Serie C  | Serie C |
| Giocatore       | Presenze | Reti    |
| --------------- | -------- | ------- |
| A. Angelino     | 10       | 0       |
| V. Bergamo      | 15       | 1       |
| G. Bessi        | 15       | 0       |
| M. Boccalatte   | 34       | 1       |
| A. Bossola      | 2        | 0       |
| R. Cianetti     | 15       | 2       |
| G. Crivelli     | 31       | 0       |
| S. Francescon   | 28       | 11      |
| A. Francone     | 5        | 1       |
| A. Frigerio     | 7        | 1       |
| G. Garizio      | 9        | 0       |
| V. Leni         | 21       | -32     |
| E. Lovo         | 13       | -15     |
| I. Mancini (II) | 33       | 0       |
| V. Mancini (I)  | 24       | 2       |
| A. Oliaro       | 18       | 0       |
| F. Pian         | 13       | 0       |
| A. Pochissimo   | 34       | 10      |
| G. Raffin       | 23       | 9       |
| L. Testa        | 24       | 4       |